# Herb Ostrołęki
Herb Ostrołęki – jeden z symboli miasta Ostrołęka w postaci herbu.

## Wygląd i symbolika
Herb przedstawia na czerwonej tarczy herbowej białego orła ze złotym dziobem i szponami, w złotej koronie, ze złotą tarczą na piersiach, na której widnieje  łaciński napis HAEC AVIS PROTEGE, co po polsku oznacza Ochraniaj To Ptaku. Napis ma świadczyć o tym, że miasto oddaje się pod opiekę orła królewskiego. Pod napisem znajduje się wizerunek niedźwiedzia kroczącego w heraldycznie prawą stronę po zielonym poletku, co wskazuje na związek miasta z Puszczą Zieloną. Głowa orła skierowana jest również w prawo.
Herb Ostrołęki charakteryzuje się widocznymi powiązaniami z godłem Polski.

## Historia

Dawny herb Ostrołęki

Pierwotny herb miasta stanowił czarny niedźwiedź, kroczący w prawo po zielonej murawie, na tle błękitnego nieba, a nad nim znajdował się złoty krzyż kawaleryjski. Został on ustanowiony prawdopodobnie w XV w. przez któregoś z książąt mazowieckich. Obecna wersja herbu, kilkakrotnie poprawiana, pochodzi z połowy XVIII w.

## Logo
W 2001 roku Zarząd Miasta ogłosił konkurs na „System Identyfikacji Wizualnej Ostrołęki”. Symbolika odwołuje się do kilku elementów – zieleni otaczającej miasto, rzeki, drogi i mostu oraz symbolu wysokiej jakości. Kolory ograniczone do barw miasta umożliwiają funkcjonowanie logo z herbem, flagą i nazwą miasta.